# La città dei vivi
La città dei vivi è il quinto romanzo di Nicola Lagioia. Edito da Einaudi nel 2020, il romanzo ha vinto il Premio Internazionale Bottari Lattes Grinzane, il Premio Leogrande e il Premio Napoli nel 2021.

## Trama
Il libro ricostruisce la vicenda di cronaca nera relativa all'omicidio del ventiduenne romano Luca Varani avvenuto nel 2016 ad opera di Marco Prato e Manuel Foffo. Gli avvenimenti vengono descritti attraverso interviste alle persone coinvolte nell'omicidio, raccogliendo testimonianze, documenti e la corrispondenza intrattenuta dall'autore con uno dei due colpevoli. Il testo ripercorre gli aspetti psicologici della vicenda, per proiettarli sul piano sociale, analizzando tematiche quali la corruzione, la confusione sessuale, il consumo di sostanze stupefacenti tra giovani e adolescenti e le ripercussioni degli aspetti negativi dei social network nella loro vita. Parallelamente l'autore espone il degrado sociale della Capitale italiana, mediante la narrazione in forma romanzata di episodi di furto, pedofilia e violenza.

## Edizioni
- Nicola Lagioia, La città dei vivi, Torino, Einaudi, 2020, ISBN 978-88-062-3333-4.